# Sawah Luhur
Sawah Luhur is een bestuurslaag in het regentschap Serang van de provincie Banten, Indonesië. Sawah Luhur telt 8585 inwoners (volkstelling 2010).